# Aroldo Bonzagni
Aroldo Bonzagni   (Cento, 24 de setembre de 1887 - Milà, 30 de desembre de 1918) va ser un pintor italià, relacionat en la seva primera època amb el corrent futurista.
Nascut el 1887 a Cento, a la província de Ferrara. El 1903 es va traslladar amb la seva família a Milà, on es va inscriure a l'Accademia di Brera. Es va convertir en un amic de Boccioni, firma la primera edició del  Manifest dels pintors futuristes (1910) i després, a poc a poc, s'allunya del grup (serà substituït per Balla). Molt actiu com a dissenyador i il·lustrador (cartells, il·lustració de llibres, moda, caricatures de tall polític de la propaganda de guerra). Va morir a Milà el 30 de desembre de 1918 afectat per la grip espanyola.